# Célula parietal
Células parietais ou células oxínticas são células epiteliais do estômago que secretam ácido gástrico e fator intrínseco. Compõem as glândulas oxínticas.